# Fosfeni
Fosfeni , seconda parte di una trilogia che comprende Il Galateo in Bosco e Idioma, è una raccolta in versi di Andrea Zanzotto, pubblicata a Milano nel 1983 nella collana «Lo Specchio» di Mondadori con il risvolto di copertina di Marco Forti, che comprende poesie composte fra il 1975 e il 1981, ora in Le poesie e prose scelte, Milano, Mondadori (I Meridiani), 1999, a cura di Stefano Dal Bianco e Gian Mario Villalta, con due saggi di Stefano Agosti e Fernando Bandini.

## Titolo e struttura
Il libro, accompagnato dalle note dello stesso autore, si presenta "[...] come un insieme compatto di testi continuamente interferenti tra loro e collegati idealmente attraverso una serie di nuclei di significazione linguistica e di richiami tematici.
I testi si succedono dunque come frammenti poetici che possiedono, come indica il titolo, provvisorie illuminazioni. I «fosfeni» sono, infatti, quei «vortici di segni e punti luminosi che si avvertono tenendo gli occhi chiusi (e comprimendoli) o anche in situazioni patologiche».

L'opera si compone di ventiquattro liriche, di misura diversa, che reca, nella maggior parte dei casi, un titolo e, in alcuni casi, una divisione interna che viene indicata con i numeri romani o con asterischi.

## Paesaggi e figure
Se nella precedente raccolta Il Galateo in Bosco il poeta si immergeva nella geografia e nella storia della sua terra, in Fosfeni lo sguardo si rivolge verso il Nord, verso i paesaggi delle Dolomiti coperti dalla neve e dal gelo. Le immagini sono astratte e lo spazio è bianco e puro paragonabile al precedente manifestarsi della scrittura e il poeta, come scrive Giulio Ferroni,
"In questa ossessione del bianco si riferisce esplicitamente agli «alba pratalia» dell'indovinello veronese che nel componimento Tavoli, giornali, alba pratalia diventano metafora della parola autentica, opposta alla parola consunta, meccanica, ripetitiva dei giornali, all'ingorgo di «notizie» che fanno «noto il niente».
"Davvero gronda di fato il giornale/di qui che, appunto, non reca nessuna notizia/ma è come se ne recasse - oh -/
quai vive stelle, notizie che fate noto il niente,/notizia suppergiù, emanante, gazzetta abrasa, ad angolo radente/che accenna perfino talvolta a un rametto/che il vento (quello di cui sopra) ha spezzato nel bosco -/a dieci fili d'erba calpestati da un ragazzino/a «si ferisce con una lamiera»/alla cena di tutti quelli che si chiamano Mario/alla neve del '76 che forse/forse, qui in osteria, sul giornale, supererà quella/degli ultimi cinque, anni o secoli, che fa? -/ Osteria e voglia di giornale vuoto/dalle nudità delle nevi sbattetevi,/del gemmeo grumo sotto le scarpe camminanti/fate mucchio sulla porta/sbattete via i piedi/già altissimi di nevi/se vorrete sul piede giusto ripartire".
I paesaggi sono sempre quelli fatti di nevi e ghiacci e di limpide giornate del luogo natio dell'autore ma rivisti con un nuovo disincanto.

Come scrive Fernando Bandini: "In nessun momento della poesia zanzottiana la storia, le metamorfosi del mondo, sono così seccamente escluse da un dettato che sperimenta liberamente tutti i suoi saperi e i suoi doni. Ma rispetto al sentimento del paesaggio che aveva mosso il primo Zanzotto, lo sforzo del poeta non è più quello di adeguare il proprio linguaggio alla realtà dei momenti della luce, delle stagioni, delle cose [...] quello degli esordi era in Zanzotto "paesaggio paesaggito", mentre con Fosfeni ci troviamo di fronte a un "paesaggio paesaggente" [...]. Non credo si debba pensare all'inverno, che domina i versi della raccolta, come elemento "carbonizzante" che riduce «il plein air, la natura frondosamente ossigenata dell'altro libro» (Il Galateo in Bosco). Fosfeni altro non sono che una eccezionale géorgique chrétienne, scritta nell'unico modo in cui avrebbe potuto osare di scriverla un Francis Jammes negli anni ottanta del nostro secolo".
In Fosfeni vengono scanditi i tempi invernali con cadenza liturgica e, così scrive Stefano Agosti, "Su questo sfondo omogeneizzante di cristalli e astrazioni, si proiettano, oltre al Soggetto, altre figure. Figure anonime [...] ma anche figure di sante popolari"
come Eurosia, la santa che si invoca contro la grandine "Vergine, vedova, Eurosia/ gloriosa non dei fulmini ma della grandine,/ calcato, spento fulgore che s'ammassa/ nei vicoli ma che è poi riciclato/ che è sale del tramonto,/ soprassalto inimmaginabile",
e Lùcia, la santa privata degli occhi e che veniva celebrata alla fine del solstizio antico quando la notte prevale sulla luce "emerge ora Lùcia dal terremotato/ cristallo delle diafanità/ collinari/ Diva e nina del Freddo/ [...]/ L'ustione le ha scorticato/ tanta parte del volto e fatto fumare via gli occhi/ - e non se ne sa più il percome il percosa -".

## Il Logos
Attraverso le liriche il poeta narra i momenti diversi di un viaggio dell'io che, misto di sogni e visioni, è alla ricerca di un «logos» popolare, logos, inteso da Zanzotto «come una forza insistente e benigna di raccordo, comunicazione, interlegame che attraversa la realtà le fantasie le parole», conferisce al linguaggio, che pure continua ad essere scavato, frantumato, decentrato, singolari capacità di abbandono e di passione". Il luogo in cui si muove il poeta, quello di un dolomitico paesaggio invernale, è quello "...della natura irraggiungibile dove avviene la sublimazione chimica della materia e al tempo stesso metafora della deiezione del linguaggio, ridotto a un rimasuglio di ghiaccio". "Logos, in ogni cristallo di brina di neve glorioso/anche se forse non sei più che un'ipotesi[...]/Inverificabile nesso tra geli e geli/punte di lume e punte di lume". Così il logos si riduce a un detrito chimico "logos in carbonio/logos in silicio/come smarginati smarriti qui a generare presente" o a un materiale diventato simile ad un fossile di ghiaccio dove esso non è altro che un piccolo puntino luminoso.

## L'esperienza poetica
In Fosfeni l'esperienza poetica di Zanzotto si proietta verso il massimo grado di sublimazione, inteso sia in senso chimico che in quello psicologico, raggiungendo, in modo percettivo e onirico, il simbolico. Nelle elegie di questa raccolta il poeta fa uso intenso dei colori e a dominare è il viola, il blu, il rosa carne, il grigio e l'oro che rappresenta l'elemento materico del vissuto interiore. Con l'uso di vari procedimenti stilistici, come la sinestesia, la personificazione e l'astrazione, il poeta riesce ad entrare nelle zone più oscure dell'io, evidenziando così l'impossibilità di vicinanza tra il mondo fisico e la forza metafisica.